# Kreidler
Kreidler fou una empresa alemanya que construïa petites motocicletes i ciclomotors, fundada a Kornwestheim, entre Ludwigsburg i Stuttgart (Baden-Württemberg). Actualment encara és activa com a marca, propietat de la Kreidler Europe Motor G.m.b.H. (fundada el 2007).

## Història

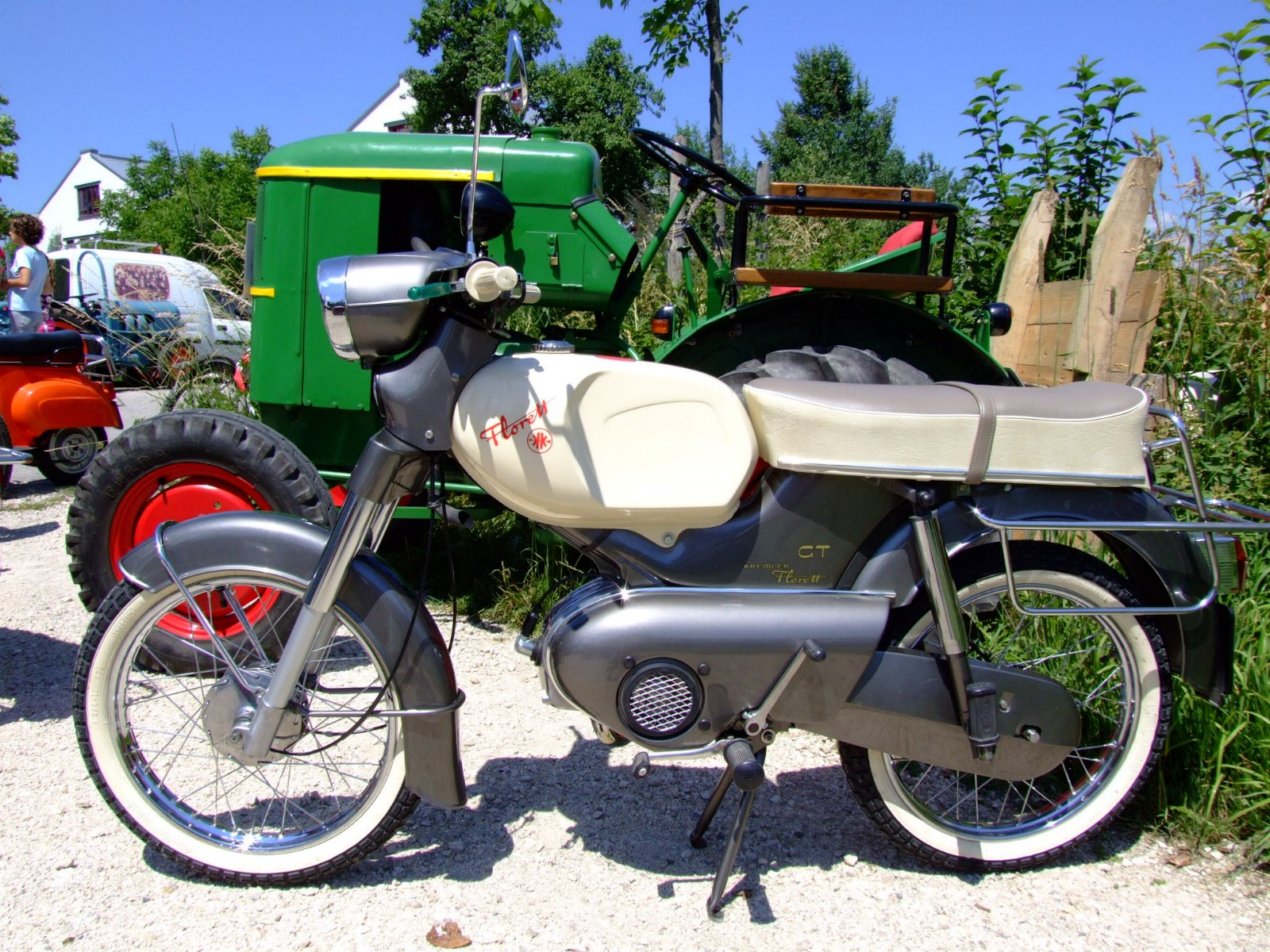
Una "Florett GT" de 1967

Fundada per Anton Kreidler el 1903 amb el nom de Kreidler's Metall- und Drahtwerke G.m.b.H. (en català: Fàbrica de metalls i cables Kreidler), l'empresa va començar a produir bicicletes motoritzades el 1949 i motocicletes el 1950, concretament el model K50, presentat al saló IFMA. El 1957 va entrar en producció la Kreidler Florett, un ciclomotor amb bastidor de xapa estampada que resultà ser el més reeixit del fabricant alemany.
Kreidler va fer fallida el 1982; els drets d'ús de la marca comercial es van vendre a dos empresaris alemanys que van comercialitzar fins al 1988, sota la marca Kreidler, motocicletes i ciclomotors Garelli. La mateixa marca va ser adquirida el 1995 per Prophete, que la va fer servir en ciclomotors i bicicletes construïdes a l'Extrem Orient.
El 2007 es va fundar l'actual Kreidler Europe Motor G.m.b.H. El seu catàleg del 2010 incloïa escúters, motocicletes de carretera, de supermotard i d'enduro, així com quads.

## Activitat esportiva
Les petites Kreidler van destacar també a les competicions. El primer èxit internacional de la marca va ser la victòria a la Copa Europa, una sèrie de curses instaurada per la FIM el 1961: les Kreidler van guanyar 5 de les 8 curses del campionat (quatre Hans-Georg Anscheidt i una Wolfgang Gedlich). La temporada de 1962 es va introduir al mundial de velocitat la classe de 50cc i Kreidler hi va participar oficialment amb un equip format per Anscheidt, Gedlich i el neerlandès Jan Huberts. Aquell any, les monocilíndriques de Kornwestheim van guanyar quatre Grans Premis (dos Anscheidt i dos Huberts), sense aconseguir, però, el títol, que va ser per a la Suzuki d'Ernst Degner. Amb el pas de les temporades, les Kreidler van demostrar ser cada vegada menys competitives que les japoneses Honda i Suzuki, ja que calia córrer amb un model derivat de la sèrie, fins al punt que la marca es va haver de retirar al final de la temporada de 1965.

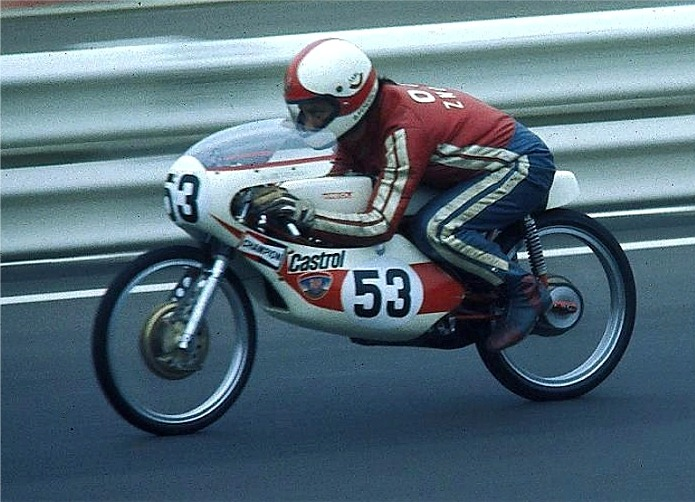
El txec Bedrich Fendrich amb una Kreidler 50 a Nürburgring el 1976

El 1965, Kreidler va preparar una motocicleta per a intentar obtenir rècords de velocitat equipada amb carenat integral, la qual, malgrat la cilindrada de només 50 cc, va establir el rècord (per a la seva categoria) el 23 d'octubre d'aquell any al Gran Llac Salat de Utah, EUA, pilotada per Rudolf Kunz a una velocitat de 210,634 km/h. Aquest rècord, que anys després van superar altres fabricants, va ser encara millorat per Henk van Kessel el 1977, qui amb una Kreidler anotà 221,586 km/h al quilòmetre llançat.
Les Kreidler van tornar a les competicions (després d'unes quantes temporades en què només les feien córrer alguns pilots privats) a partir de la temporada de 1969 per mitjà de l'importador neerlandès Van Veen. Fou sota la marca Van Veen que Kreidler assolí els seus majors èxits esportius al tombant de la dècada del 1970 amb Jan de Vries, Henk van Kessel, Ángel Nieto, Eugenio Lazzarini i Stefan Dörflinger.
Al llarg de les seves participacions al mundial, Kreidler va guanyar 62 Grans Premis i obtingué vuit títols mundials de constructors, tots de la classe 50cc, acompanyats de cinc títols de pilots. Fins i tot a la temporada del 1972 tingué el títol de pilots ben a prop, amb Jan de Vries empatat a punts amb Ángel Nieto, qui va guanyar finalment el títol mundial amb la Derbi. A la llista de campions del mundial de velocitat hi ha també altres 8 Grans Premis guanyats i sengles altres títols mundials de pilots i constructors sota el nom de Van Veen Kreid. A les estadístiques de la temporada del 1980 hi consten també com a victòries de Van Veen Kreid les que aconseguí Eugenio Lazzarini amb la seva motocicleta artesanal IPREM, estretament derivada del model alemany.
També es pot relacionar indirectament amb l'empresa el títol mundial de 1983 guanyat per Krauser després d'haver adquirit el departament de curses de la fallida Kreidler l'any anterior.

### Palmarès al mundial de 50cc
| Any  | Títol constr. | Títol pilots | Pilot             | Notes                                                                                              |
| ---- | ------------- | ------------ | ----------------- | -------------------------------------------------------------------------------------------------- |
| 1971 | 1             | 1            | Jan de Vries      | |
| 1972 | 1             |              |                   | |
| 1973 | 1             | 1            | Jan de Vries      | |
| 1974 | 1             | 1            | Henk van Kessel   | Títol de pilots com a Van Veen Kreid                                                               |
| 1975 | 1             | 1            | Ángel Nieto       | |
|      |               |              |                   | |
| 1977 | 1             |              |                   | |
|      |               |              |                   | |
| 1979 | 1             | 1            | Eugenio Lazzarini | |
| 1980 | 1             | 1            | Eugenio Lazzarini | Títol com a Van Veen Kreid/IPREM                                                                   |
|      |               |              |                   | |
| 1982 | 1             | 1            | Stefan Dörflinger | |
| 1983 | 1             | 1            | Stefan Dörflinger | Títol guanyat com a Krauser després de l'adquisició del departament de curses de l'empresa fallida |

### Galeria de models

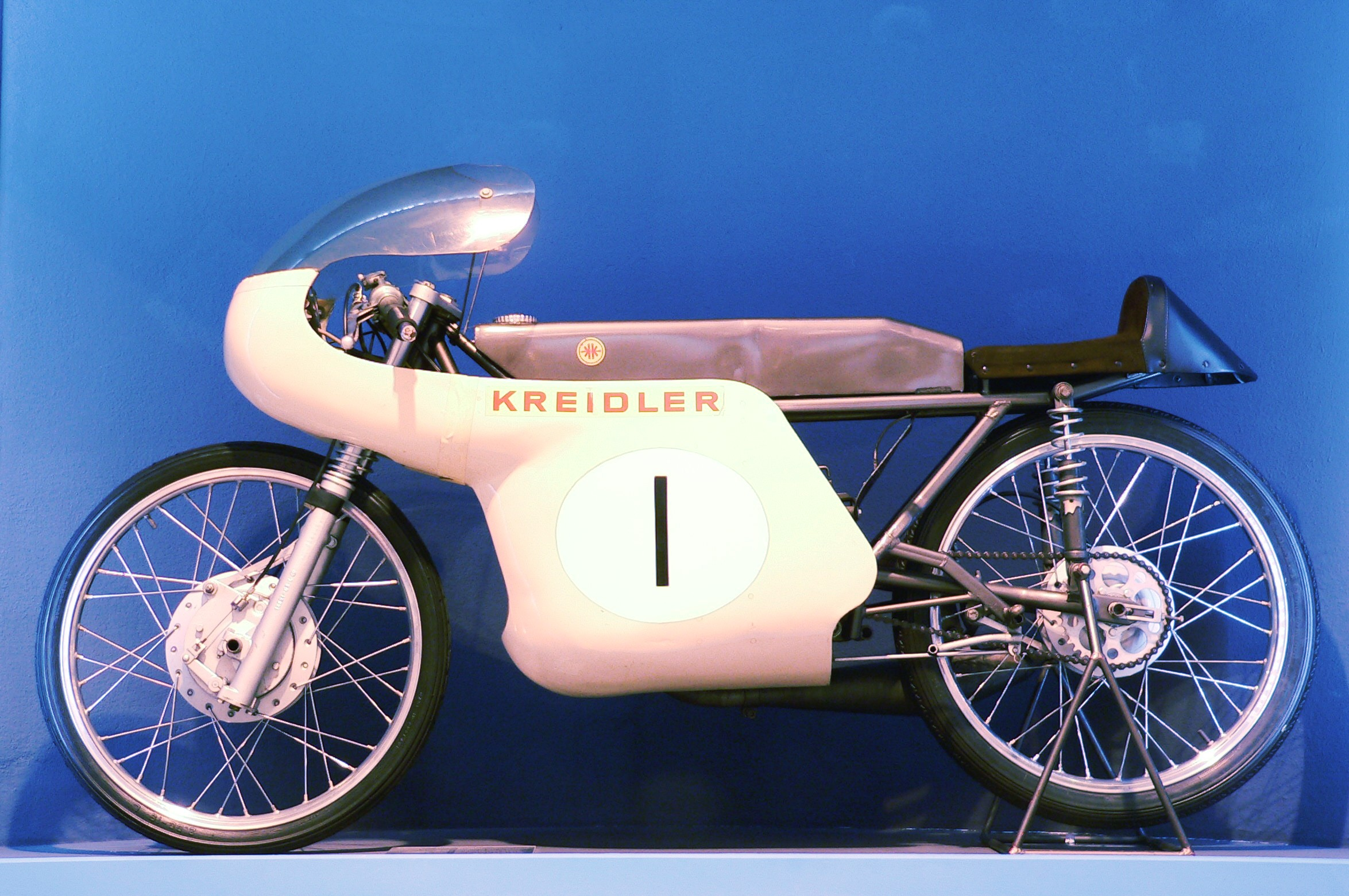
Kreidler Racing Florett (1963)
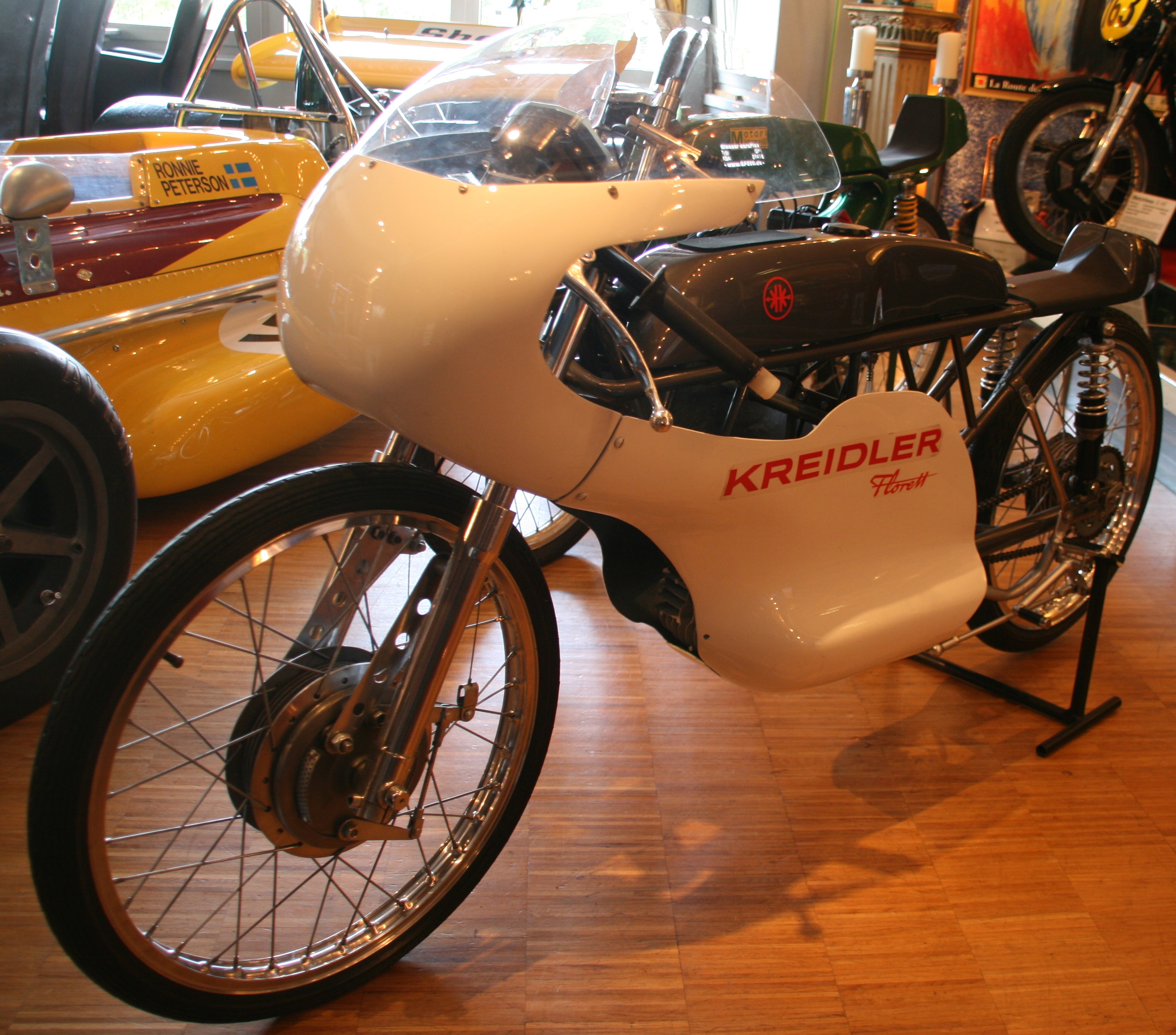
Kreidler Florett de mitjan anys 60
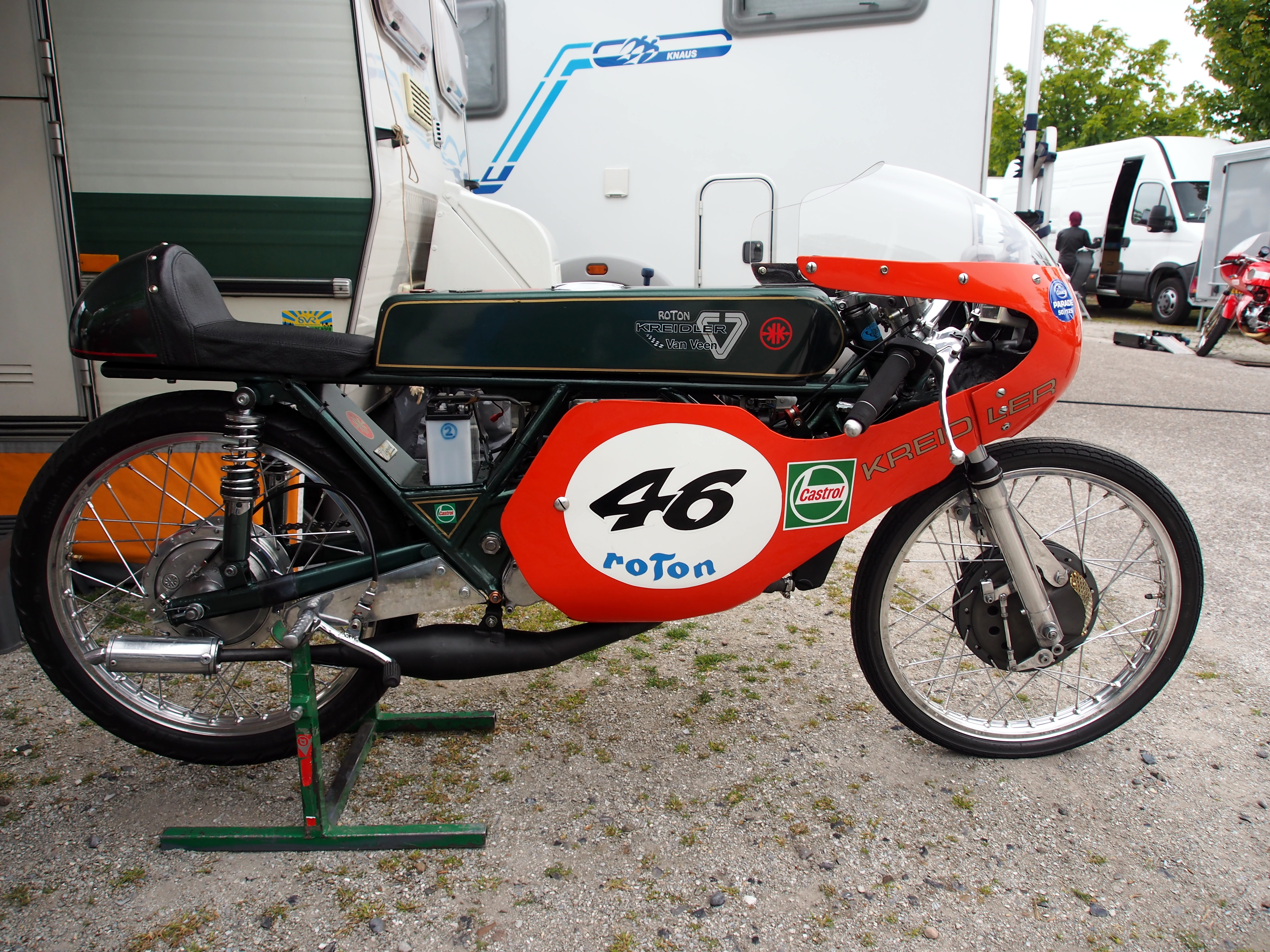
Kreidler Van Veen dels 70
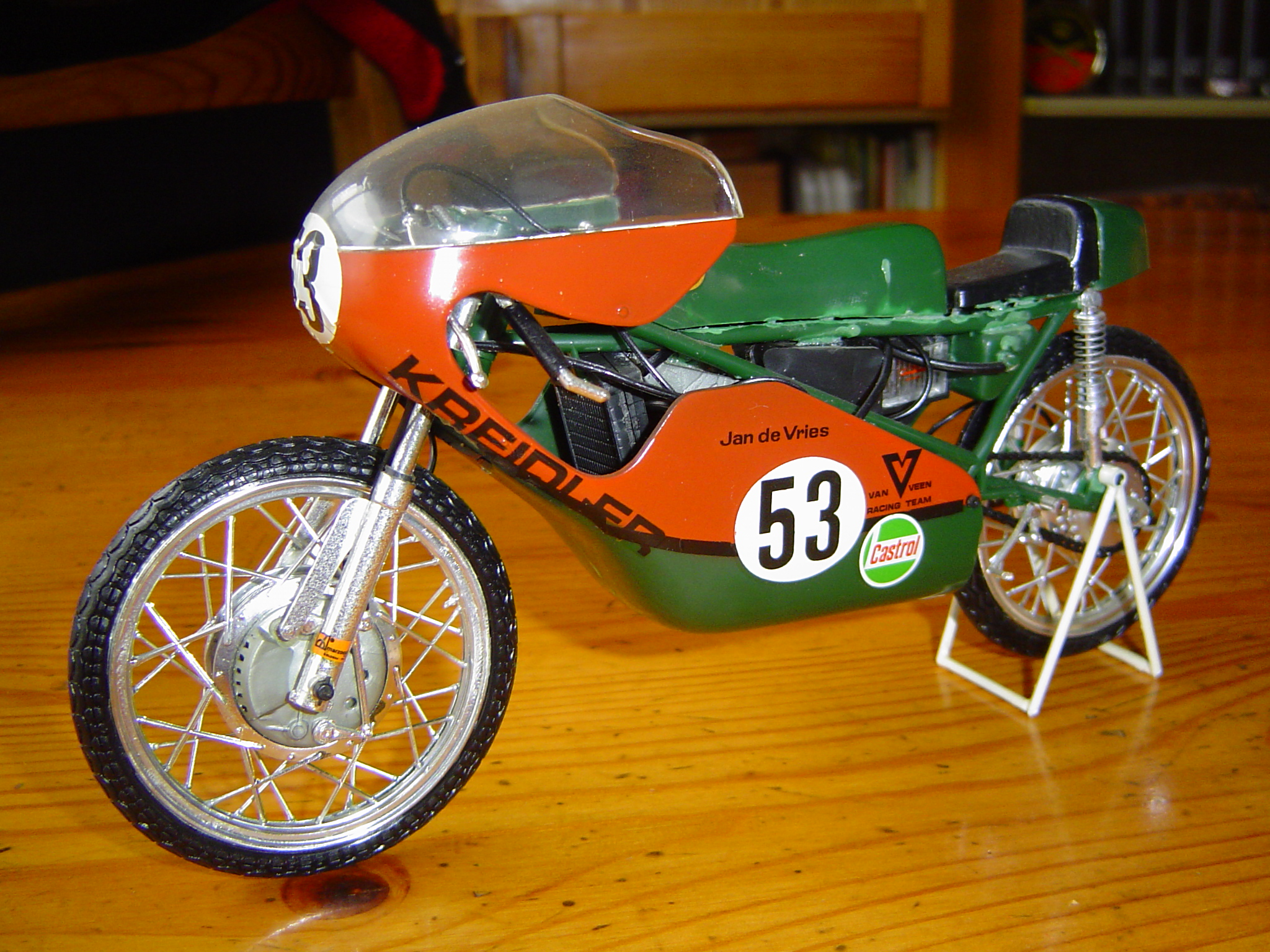
Kreidler Van Veen de Jan de Vries (1971)
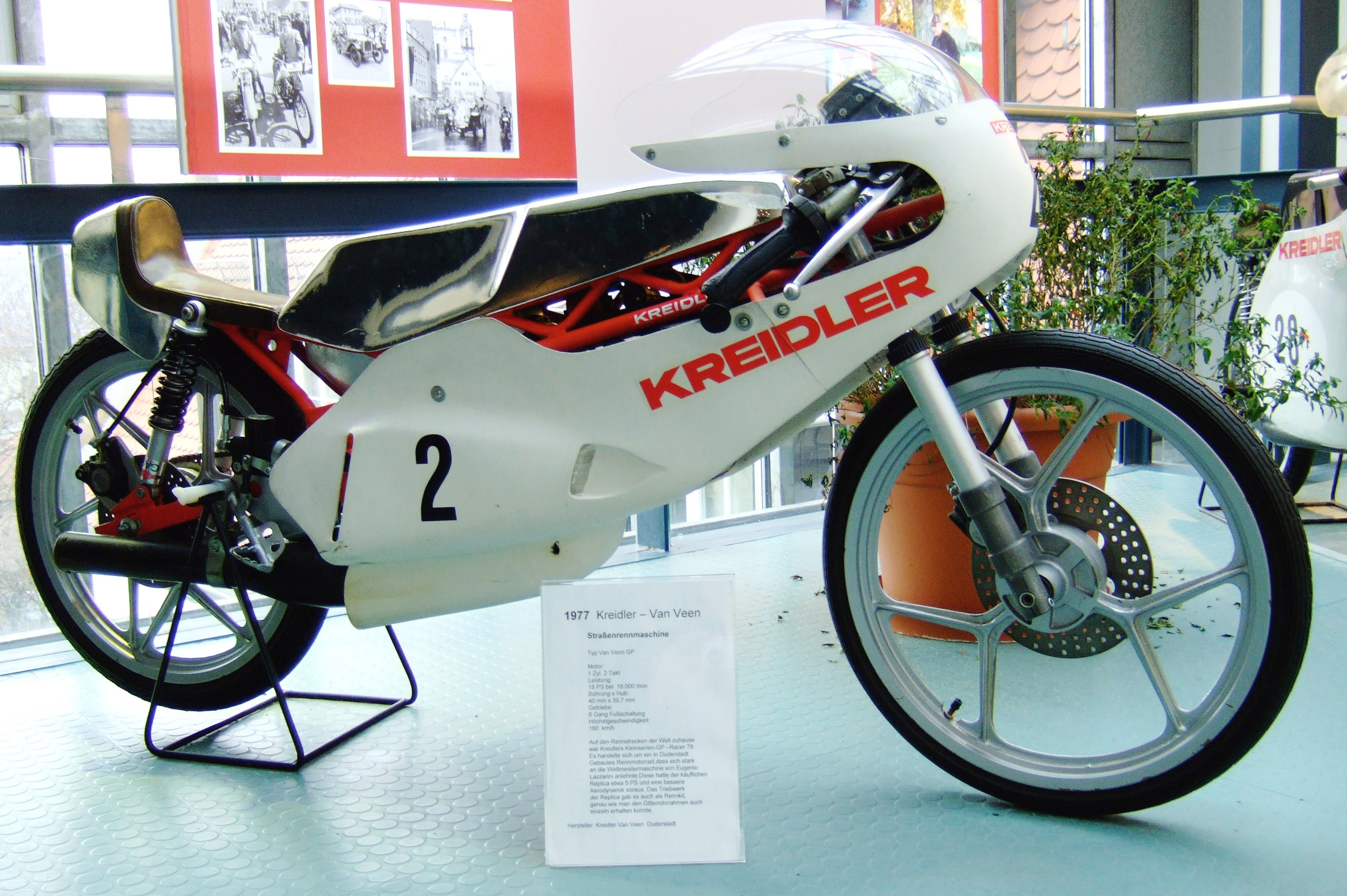
Kreidler Van Veen GP (1977)
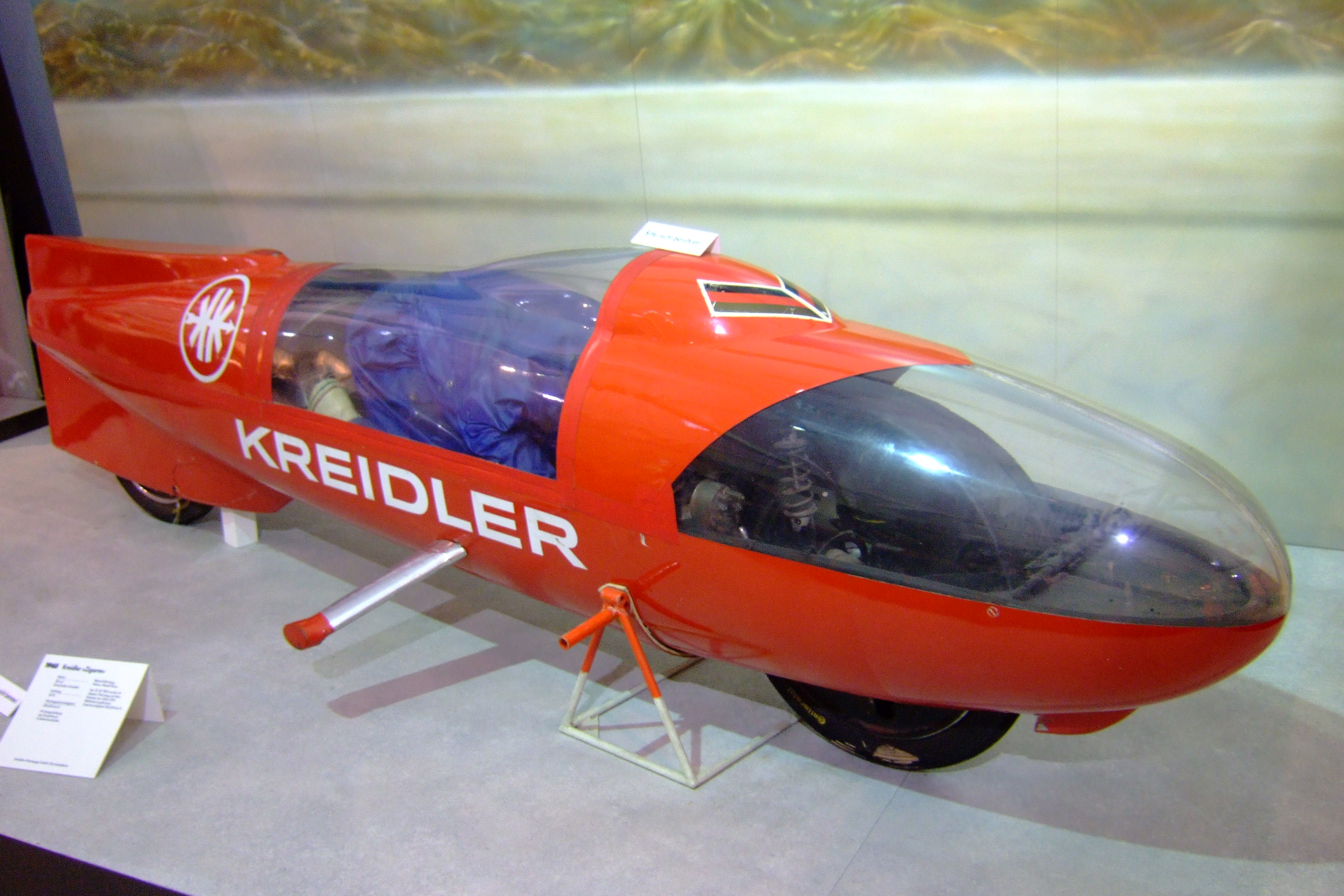
Kreidler "Zigarre" 50 cc (rècord: 210,634 km/h, 23/10/1965, Utah, EUA)